# Ichthyodes surigaonis
Ichthyodes surigaonis là một loài bọ cánh cứng trong họ Cerambycidae.